# Tainate
Tainate (Tainaa in dialetto milanese) è una frazione del comune di Noviglio in provincia di Milano. Il villaggio è posto a nord del centro abitato, verso Gaggiano. Oggi conta circa 70 abitanti.

## Storia
Fu un antico comune del Milanese, parte della pieve di Rosate e del suo feudo.
Fin dal 1583 Tainate fu sede di parrocchia. In base al censimento voluto nel 1771 dall'imperatrice Maria Teresa, Conigo contava 365 anime. Alla proclamazione del Regno d'Italia nel 1805 risultava avere 252 abitanti, essendosi quindi spopolato. Nel 1809 un regio decreto di Napoleone lo fuse con Noviglio e Copiago: se dapprima fu proprio Tainate ad essere designata come sede municipale, il governo poi ci ripensò e decise per Noviglio. Il Comune di Tainate fu quindi ripristinato, venendo però spostato in Provincia di Pavia, con il ritorno degli austriaci, che nel 1841 riproposero l'annessione di Copiago. Nel 1859, quando fu riportato sotto Milano, il paese era salito a 506 abitanti. Un regio decreto di Vittorio Emanuele II del 9 giugno 1870 sciolse definitivamente il comune, annettendolo a Noviglio.

## Monumenti e luoghi d’interesse

### Architetture religiose
La Chiesa di San Pietro e Paolo è stata sede di una parrocchia pluri-centenaria, abolita nel 1986 per l’ormai esigua popolazione, poco più di un centinaio d’anime.